# Aerobe Schwelle

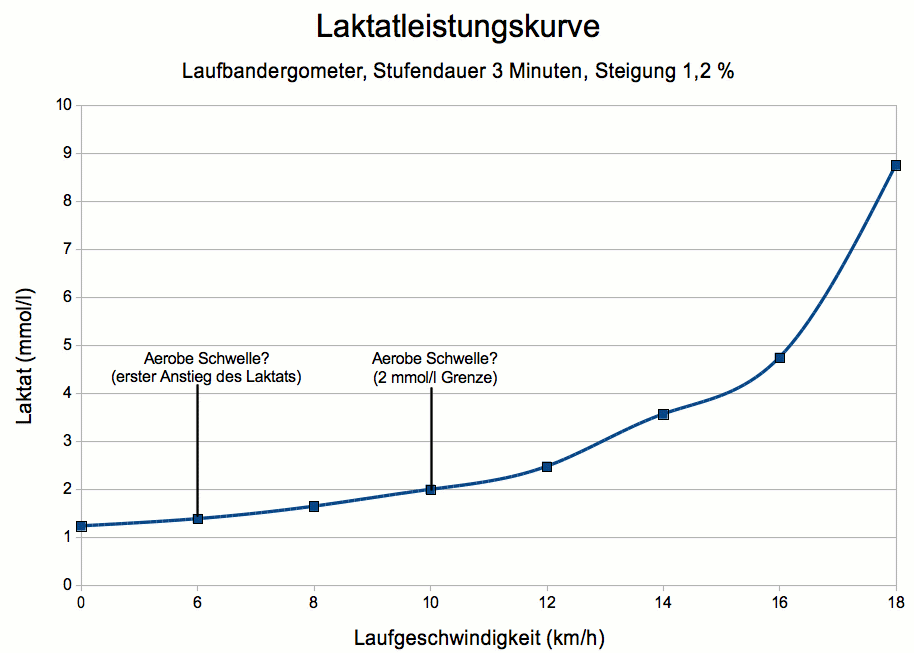
Laktatleistungskurve eines Laufband Ergometertests. Es gibt keine klar erkennbare Aerobe Schwelle und die Werte würden je nach verwendeter Methode weit auseinander liegen.

Die aerobe Schwelle (AS), auch als minimales Laktatäquivalent oder Basislaktat bezeichnet, ist ein Begriff aus der Sportphysiologie. Vom Grundgedanken her handelt es sich dabei um die niedrigste Belastungsintensität, bei der die Muskulatur über einen längeren Zeitraum nicht mehr rein aerob arbeitet und so ein Anstieg des Laktat-Wertes im Blut gegenüber dem Ruhewert gemessen werden kann. Der Begriff aerobe Schwelle wird heute kaum mehr verwendet, stattdessen wird nur von Basislaktat oder minimalem Laktatäquivalent gesprochen.

## Physiologischer Hintergrund
Der Energiebedarf des arbeitenden Muskels wird laut der Schwellentheorie bis zu dieser Schwelle vollständig durch den aeroben Stoffwechsel (Oxidation von Fettsäuren und Citratzyklus) gedeckt. Bei einer Belastungssteigerung wird in den arbeitenden Muskeln durch zunehmenden anaerob-laktaziden Stoffwechsel (Milchsäuregärung) mehr Laktat produziert als von ihnen selbst wieder abgebaut wird, so dass vermehrt Laktat ins Blut übergeht. Dies lässt sich durch einen ersten leichten Anstieg des Blutlaktatspiegels feststellen. Das Laktat kann relativ schnell und problemlos von dem Organismus abtransportiert und abgebaut werden, so dass auch bei längerer Belastung bei gleicher Intensität kein weiterer Anstieg der Laktatkonzentration erfolgt (Steady State).
Bei darübergehender Belastung arbeiten die betreffenden Muskelgruppen im aeroben-anaeroben Übergang. Erst bei einer weiteren Belastungssteigerung kommt es zu einem Leistungsabfall. Dieser Leistungsabfall hat jedoch verschiedene Ursachen und ist nach aktueller wissenschaftlicher Erkenntnis nicht der erhöhten Laktatkonzentration oder der Überschreitung einer bestimmten Schwelle (z. B. anaeroben Schwelle) zuzuschreiben.

## Höhe der aeroben Schwelle
Die aerobe Schwelle wird durchschnittlich bei 70–80 % der individuellen anaeroben Schwelle (IAS) und einem Blutlaktatspiegel von etwa 2 mmol/l (Ruhewert ungefähr 1 mmol/l) erreicht. Dies entspricht einer mittleren Herzfrequenz von etwa 160 Schlägen pro Minute. Dieser Wert wurde früher als fester Schwellenwert festgelegt, wobei sich mittlerweile in der Sportmedizin variable Schwellenwerte durchgesetzt haben.

## Bedeutung
Eine sportliche Belastung an der aeroben Schwelle kann wegen der vollständig aeroben Energiebereitstellung über einen langen Zeitraum aufrechterhalten werden. Ein Ausdauertraining in diesem Bereich wird als extensives Dauerlauftraining oder Fettstoffwechseltraining bezeichnet, da die nötige Energie fast vollständig über die Verstoffwechselung von Fettsäuren abgedeckt werden kann. Ein solches Training kann auch als Regenerationsmaßnahme durchgeführt werden.
Ab der aeroben Schwelle kann ein erkennbarer Anstieg der Stresshormone und ein Abfall des Base Excess als Hinweis einer Pufferung von sauren Valenzen sowie ein Absinken des pH-Wertes gemessen werden. Auch das Sauerstoffäquivalent steigt an.
In dem Laktatschwellenkonzept nach Dickhuth wird die anaerobe Schwelle bei einer Blutlaktatkonzentration von 1,5 mmol/l oberhalb der aeroben Schwelle festgelegt.

## Kritik
Der Begriff der aeroben Schwelle ist umstritten. Laut dem deutschen Sportwissenschaftler Horst de Marées gebe es aus physiologischer Sicht keine Basis für den Begriff der aeroben Schwelle. Stattdessen sei nur die Aerob-anaerobe Schwelle von Bedeutung. Da die Prozesse der Energiebereitstellung fließend ineinander übergehen, ist die Vorstellung von festen Schwellen bei bestimmten Laktatwerten nicht mehr aktueller Stand der Forschung. Des Weiteren wird Laktat mittlerweile nicht als Endprodukt, sondern als Zwischenprodukt in der Energiebereitstellung angesehen, das selbst bei rein aerober Energiebereitstellung entsteht und wieder in Pyruvat umgewandelt wird. So könnte theoretisch selbst bei einer rein aeroben Leistung ein Anstieg der Laktatkonzentration gemessen werden, da die Pyruvatkonzentration ebenfalls ansteigt.

## Verwirrende Begriffsdefinitionen
In der internationalen Literatur wird der deutsche Begriff aerobe Schwelle als anaerobic threshold oder lactate threshold bezeichnet, die jedoch nichts mit der deutschen anaeroben Schwelle zu tun hat. Die Bezeichnung geht auf die Definition von Wasserman zurück, der den anaerobic threshold folgendermaßen definiert:
Die anaerobe Schwelle ist jene Leistung, oberhalb derer die oxidative Energieproduktion von anaeroben Mechanismen unterstützt wird. Diese Belastungsintensität wird von einem Anstieg von Laktat und des Verhältnisses von Pyruvat/Laktat im Körper begleitet.